# 新宿天鵝2：橫濱暴走
《新宿天鵝2：橫濱暴走》（日语：新宿スワン II）是一部2017年日本喜劇電影，由園子溫執導，改編自和久井健的日本漫畫《新宿天鵝》。本片於2017年1月21日在日本上映。本片是《新宿天鵝》（2015年）的續集，也是由園子溫執導。

## 演員
- 綾野剛 飾 白鳥龍彥
- 淺野忠信 飾 Masaki Taki
- 深水元基 飾 関玄介
- 廣瀨愛麗絲 飾 Mayumi Ozawa
- 伊勢谷友介 飾 真虎
- 上地雄輔 飾 森長千里
- 要潤
- 金子統昭 飾 葉山豊
- 北村昭博 飾 Moriken
- 村上淳（日语：村上淳） 飾 時正
- 中野英雄
- 笹野高史（日语：笹野高史）
- 椎名桔平 飾 住友宏樹
- 高橋瑪莉潤 飾 Arisa
- 豐原功補 飾 山城神
- 山田優
- 久保田悠來 飾 洋介

## 外部連結
- 互联网电影数据库（IMDb）上《新宿天鵝2：橫濱暴走》的资料（英文）